# Orientação sexual e serviço militar

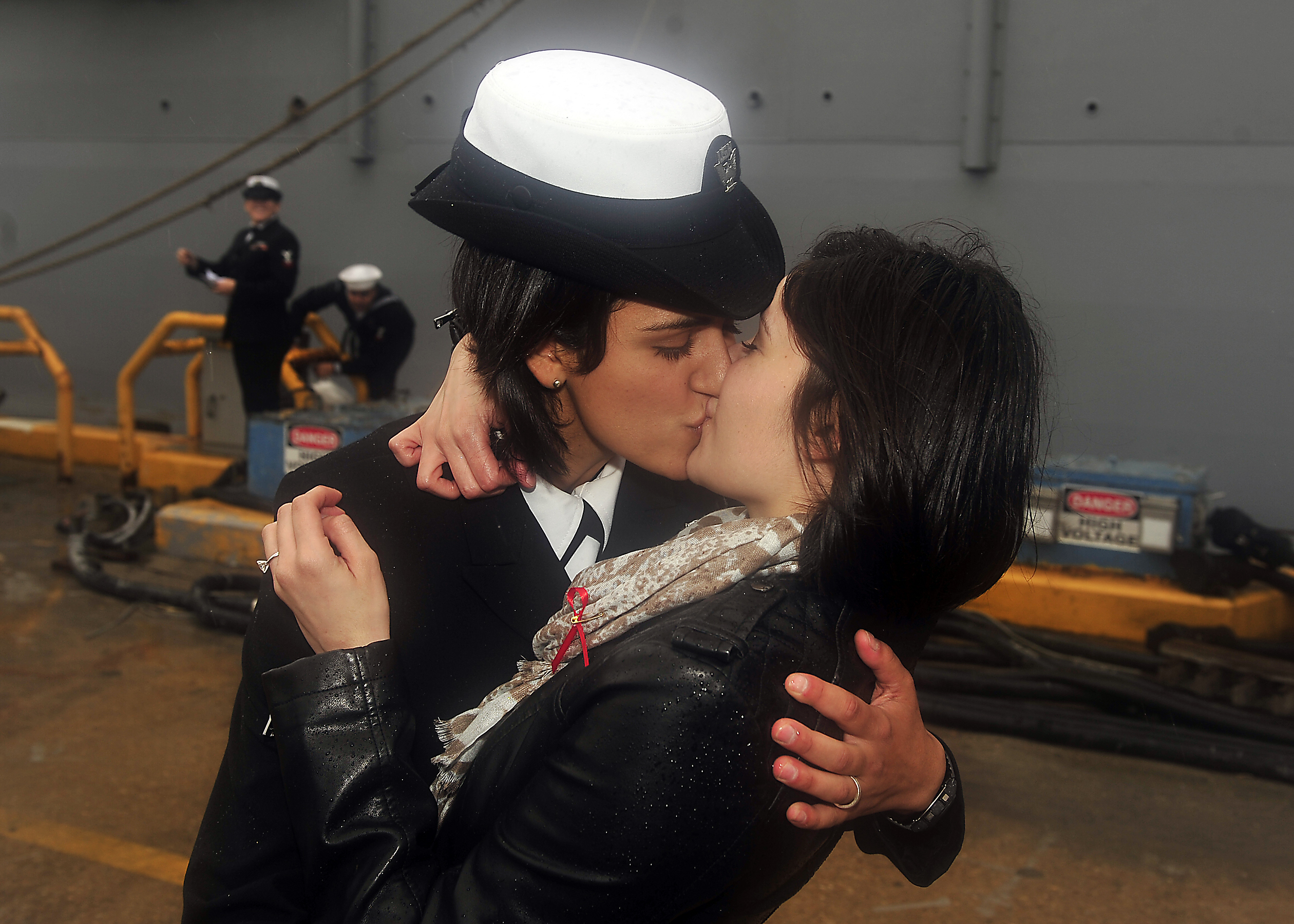
Duas militares da marinha dos Estados Unidos, abordo do navio USS Oak Hill, se beijando. Desde dezembro de 2010, com a revogação da lei Don't ask, don't tell, homossexuais podem servir abertamente em qualquer ramo das forças armadas.

Leis militares ao redor do mundo acerca dos LGBT.
Sem dados.

As políticas e atitudes em relação à orientação sexual e serviço militar variam muito ao redor do mundo. Alguns países permitem que pessoas gays, lésbicas, bissexuais e transexuais sirvam abertamente e lhes concedem os mesmos direitos e privilégios que os seus colegas heterossexuais. Muitos países nem proíbem nem apóiam que pessoas LGBT sirvam às forças armadas.
Na maioria das forças militares ocidentais foram removidas as políticas de exclusão de membros de minorias sexuais. Dos 30 países que participam da OTAN, mais de 20 permitem que pessoas abertamente gays, lésbicas e bissexuais sirvam. Dos membros permanentes do Conselho de Segurança das Nações Unidas, dois (Reino Unido e França) aceitam pessoas LGBT nas forças armadas. Os outros três, geralmente, não: a China proíbe gays e lésbicas abertamente, a Rússia exclui todos os gays e lésbicas em tempo de paz, mas permite que alguns gays sirvam em tempos de guerra e os Estados Unidos (ver Don't Ask, Don't Tell) tecnicamente permite que pessoas gays, lésbicas e bissexuais sirvam, mas apenas em segredo e celibato. Em 22 de dezembro de 2010, no entanto, Barack Obama assinou uma lei de revogação da política de Don't ask, don't tell. Israel é o único país do Oriente Médio que permite que pessoas abertamente LGBT sirvam nas forças armadas.
Países como a Alemanha não possuem legislação impeditiva, mas requerem avaliação médica para aferir se a orientação sexual do recruta poderá interferir no seu desempenho militar. A Bélgica, o Canadá, a Dinamarca, a Espanha, a França, a Holanda (desde os anos 70), e a Noruega, de uma forma ou de outra, não permitem a discriminação e aceitam homossexuais. Na Grécia atual, o militar homossexual é automaticamente desligado das Forças Armadas se sua sexualidade tornar-se pública, enquanto que na Hungria a recomendação é não aceitar a homossexualidade e na Itália é considerada inadequada ao serviço militar. Em Luxemburgo, por sua vez, os homossexuais não são permitidos nas Forças Armadas. Na Turquia, ela é explicitamente proibida, na Polônia é considerada uma desordem de personalidade. Em Portugal, geralmente os homossexuais são considerados como tendo perfil psicofísico inadequado ao serviço militar, enquanto que no Reino Unido ela é incompatível, embora a orientação sexual é assunto privado. A República Tcheca, por sua vez, não possui oficialmente nenhuma política de discriminação.
Na América Latina, nos últimos 30 anos têm acontecido debates políticos e civis sobre o tema, a fim de se chegar a acordos, sobretudo no Chile, na Bolívia e na Argentina.  No Brasil, os homossexuais são aceitos nas forças armadas, mas não raro se queixam de preconceitos entre seus próprios colegas de corporação.
Segundo a Associação Americana de Psicologia, não existe qualquer evidência empírica de que a orientação sexual seja pertinente a qualquer aspecto da eficácia militar, incluindo a coesão da unidade, moral, recrutamento e retenção. A orientação sexual é irrelevante para a coesão de tarefa, o único tipo de coesão que prevê criticamente prontidão militar da equipe e sucesso.
Em 18 de março de 2010, após o então presidente dos Estados Unidos, Barack Obama, anunciar que iria pôr fim à política Don't Ask, Don't Tell, o ex-general estadunidense e alto oficial da OTAN, John Sheehan, culpou os homossexuais no serviço militar holandês pela queda de Srebrenica às milícias sérvias na Guerra da Bósnia quinze anos atrás, afirmando que os homossexuais tinham enfraquecido o batalhão holandês da ONU encarregado de proteger o enclave. No Senado dos Estados Unidos, Sheehan disse que os países europeus tentaram "socializar" suas forças armadas, deixando as pessoas servir no exército com muita facilidade, o que, segundo ele, os deixou enfraquecidos. Ele alegou que sua opinião foi compartilhada pela liderança das forças armadas holandesas, que citam o nome de "Hankman Berman", provavelmente referindo-se ao então chefe da equipe de defesa holandesa, Henk van den Breemen. Autoridades holandesas julgaram as declarações de Sheehan como "vergonhosas" e "um disparate total".